# Vladimír Puchalský
Vladimír Puchalský (19. května 1944 Přerov – 17. ledna 2019 Ramzová) byl český politik a právník, v letech 2014 až 2018 primátor města Přerova, v letech 2006 až 2018 přerovský zastupitel, nestraník za Nezávislou volbu (zvolený v rámci subjektu „Společně pro Přerov“).

## Život
Narodil se v dnešní přerovské místní části Předmostí. Po studiu na gymnáziu v Přerově vystudoval Právnickou fakultu Univerzity Karlovy v Praze (získal titul Mgr.). Tamtéž absolvoval i dva postgraduály (veřejná správa a teorie řízení). V listopadu 1970 nastoupil jako úředník na městský národní výbor v Přerově (později městský úřad), kde pracoval až do roku 1999 coby tajemník. V roce 2001 ho oslovili občané, aby společně zformovali nějaký odpor vůči výstavbě Penny Marketu v Přerově. Tímto krokem vstoupil do politiky.
Vladimír Puchalský žil v přerovské části Přerov I-Město. Byl sportovcem – běžcem, cyklistou, triatlonistou a hráčem volejbalu. Ve volném čase pátral po zaniklých obcích Vojenského újezdu Libavá a psal pohádky pro své vnuky. Jeho rodina žije v Přerově a Praze. Měl dvě děti. Syn Jakub Puchalský je manažerem a bývalým novinářem, dcera překladatelkou angloamerické literatury.
Zemřel dne 17. ledna 2019 ve věku 74 let. Příčinou úmrtí byla srdeční slabost, která jej postihla při lyžování ve středisku Ramzová v Hrubém Jeseníku.

## Politické působení
V roce 2006 spoluzaložil hnutí „Společně pro Přerov“ (tj. koalice Strany zelených a strany Nezávislá volba), za něž byl v komunálních volbách v roce 2006 zvolen zastupitelem města Přerova, když vedl kandidátku hnutí jako nestraník za Nezávislou volbu (NV). O čtyři roky později ve volbách v roce 2010 post zastupitele obhájil, když opět vedl kandidátku hnutí „Společně pro Přerov“ (tj. koalice NV, VV a SZ).
V krajských volbách v roce 2012 kandidoval jako nestraník za NV do Zastupitelstva Olomouckého kraje, ale neuspěl.
V komunálních volbách v roce 2014 se potřetí stal zastupitelem Přerova, když opět vedl kandidátku hnutí „Společně pro Přerov“ (tentokrát složenou ze zástupců NV, hnutí Změna, SZ a Pirátů). Hnutí sice ve volbách skončilo na druhém místě, ale vytvořilo koalici s prvním hnutím ANO 2011, šestým hnutím NEZÁVISLÍ a osmým subjektem „Za prosperitu Přerova a jeho místních částí“ (tj. SPO a nezávislí kandidáti). Dne 10. listopadu 2014 byl Vladimír Puchalský zvolen primátorem statutárního města Přerov.
V komunálních volbách v roce 2018 již nekandidoval a skončil tak v politice. Jeho nástupcem se dne 5. listopadu 2018 stal Petr Měřínský z hnutí ANO 2011.